# Jesse Neal
 (août 2021).
Jesse Neal (né le 10 avril 1979), est un catcheur américain ayant participé à la Total Nonstop Action Wrestling. Neal a servi dans la marine des États-Unis à bord du USS Cole en tant qu'officier marinier. Il était à bord quand les bombardements suicides ont eu lieu le 12 octobre 2000. Neal a un tatouage sur l'avant-bras avec les initiales de son meilleur ami décédé lors de l'attaque. Après l'attaque, un syndrome post-traumatique a été diagnostiqué à Jesse Neal, et il dut rester un an à terre avant de finir ses quatre ans au sein de la marine. 

## Carrière dans le catch

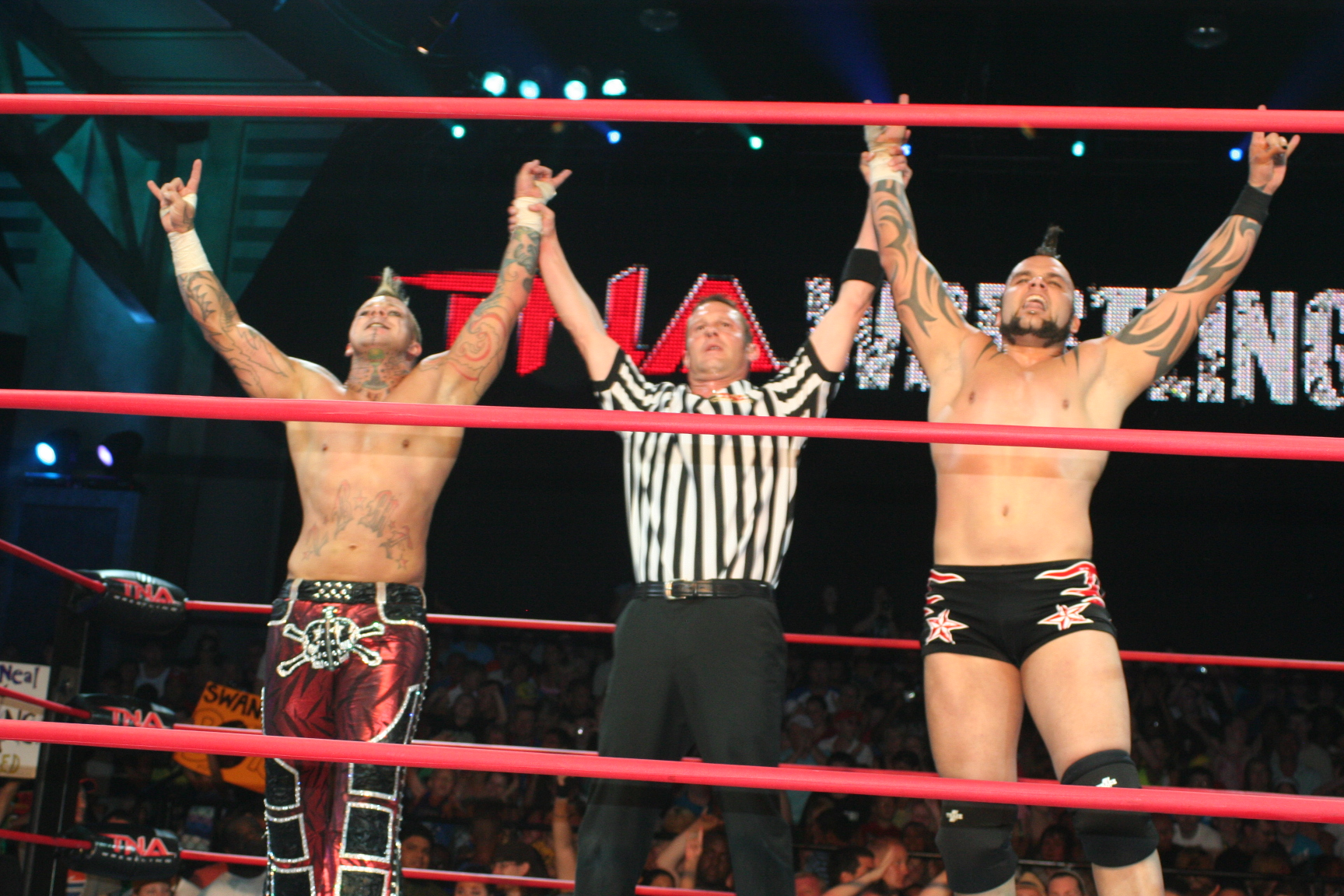
Les lutteurs professionnels Jesse Neal et Shannon Moore, collectivement connus sous le nom de « Ink Inc », lors d'un enregistrement de la TNA.

Neal a été formé, en 2007, à l'école de catch de la Team 3D sous le nom de Tribal. Il a ensuite catché pour le circuit indépendant.

### Total Nonstop Action Wrestling (2009-2012)

#### Débuts (2009)
En 2007, il commence sa formation dans l'école de catch de la Team 3D. En 2009, il signe un contrat pour devenir catcheur à la Total Nonstop Action Wrestling, il réalise alors son rêve d'enfant en devenant catcheur professionnel. Il fait sa première apparition à la TNA lors de Destination X 2009, où il présente le match opposant Brutus Magnus à Eric Young. Mais c'est seulement le 4 juin qu'il dispute son premier match qui se solde par une défaite face à Matt Morgan. Il forme ensuite une équipe avec Rhino et ils entament une rivalité avec la World Elite (composée de Eric Young et Sheik Abdul Bashir). Mais ils perdent leur match à cause d'une erreur de débutant faite par Jesse Neal. Alors Rhino, en colère contre Jesse Neal, l'attaque. 

#### Alliance avec la Team 3D (2009-2010)
Le 27 août 2009, Rhino bat Jesse Neal, mais alors que Rhino s'acharnait sur Jesse Neal, Brother Ray accourue pour le sauver. Ensuite lui et la Team 3D ont une rapide rivalité avec Rhino, qui se termine quand la Team 3D réussit de convaincre Rhino de s'allier à eux. Peu de temps avant Against All Odds 2010, Neal perd un match face à Samoa Joe. Plus tard, il aide ses mentors (la Team 3D) dans leur rivalité face aux Nasty Boys. Le 25 février il est agressé en back-stage par les Nasty Boys et leur manager Jimmy Hart (qui va catcher pour un soir). Le but de ces derniers est d'affaiblir la Team 3D pour leur Table Match du soir qui deviendrait alors un match handicap en la faveur des Nasty Boys. Mais Brother Runt fait son retour lors de cette édition d'iMPACT! et il permet aux 3D de gagner. Après le match, alors que les Nasty Boys essayent de se venger des 3D et de Runt, Neal intervient et aide les Brother à faire passer les Nasty Boys à travers une table.

#### Alliance avec Shannon Moore (2010-2011)
Plus tard en 2010, il forme une équipe avec Shannon Moore, leur équipe se nommant Ink Inc. Cette association énerve pertinemment Brother Ray qui rentre en rivalité avec eux et qui commence à se disputer avec Brother Devon. Entre-temps, Neal et Moore, qui forment une équipe de punks, battent The Band (Kevin Nash et Eric Young) le 17 juin lors du tournoi pour définir les nouveaux aspirants aux titres par équipes de la TNA (rendu vacant suites au mauvais comportement de Scott Hall). Mais le 24 juin, ils perdent face à Beer Money Inc. dans la demi-finale du tournoi. La semaine suivante, Ink Inc. perdit son match face à Beer Money Inc. après que Brother Ray ait attaqué Neal en coulisses. Le mois suivant, à TNA Victory Road, Neal affronta Ray et Devon dans un 3-Way War match. Pendant le match, la Team 3D attaqua Neal, avant que ce dernier ne porte son spear sur Devon qui subit le tombé de la part de Ray. Lors du 26 et 27 juillet, lors de Xplosion, Ink Inc. prit part à un tournoi de quatre équipes pour déterminer les nouveaux aspirants aux TNA World Tag Team Championship.  Lors de l'Impact du 25 novembre, il perd contre Jeff Jarrett dans un Mixed Martial Arts Match. Le 3 mars, ils défient les Beer Money, Inc. à Victory Road (2011) mais ils perdent le combat. Lors de l'Impact du 14 avril, il perd contre Orlando Jordan dans un Four Corner match qui comprenait Crimson et Douglas Williams.

#### Départ (2012)
Le 17 janvier 2012, le profil de Jesse Neal n'apparaît plus sur le site officiel de la compagnie, ce qui traduit son départ. Sa dernière apparition télévisée est alors un match du 15 décembre 2011, combat à l'issue duquel il est évacué sur une civière après un DDT de Gunner. Apparemment, Neal aurait refusé, pour des raisons monétaires, de déménager à Louisville pour parfaire son entraînement à l'OVW.

## Vie personnelle
Neal est d'origine amérindienne. Avant sa formation au sein de la Team 3D Wrestling Academy, Neal travaillait au Blue Martini Orlando.
Il est désormais en couple avec Christina Von Eerie.

## Palmarès et accomplissements
- Pro Wrestling Illustrated
  - Classé 223e au PWI Top 500 en 2010